# Bolgewas (Paul Koning)
Bolgewas is een artistiek kunstwerk in Amsterdam-Oost.
Bolgewas is een creatie van kunstenaar Paul Koning, die al een "bol gewas" maakte voor een tijdelijke beeldenexpositie in Leiden. Die Leidse Courant omschreef het in 1954 als 
een wel zeer bolle betonnen man gegoten, die als een vreemde paddestoel tegen de Burchtheuvel groeit.
 Twee jaar later stond het tussen beelden in een park te Kampen, aldus dagblad Trouw; in 1964 in Westerbork (openluchttentoonstelling aldus Nieuwsblad van het Noorden van 26 augustus 1964, die er een vrouwenbuste in meende te zien).
Het beeld, of een nieuwe versie daarvan, belandde in 1969 in het Oosterpark, waarbij voorbijgangers steevast in de buste van een glimlachende ingegraven man keken. Het beeld was toen ook van beton, maar werd in de jaren zeventig vernield. Er kwam vervolgens een nieuw exemplaar in brons. Het NRC Handelsblad zag er in 1977 een kinderhoofd in.
Bokkenrijder · Bolgewas · Communicatie · Justus van Maurikbank · Leonard Springerbrug · Limietpalen Oosterpark · Monument voor de Tachtigers · Muziekkoepel Oosterpark · Nationaal monument slavernijverleden · Politiehond Albert · Rotsfontein Oosterpark · De Schreeuw · Speelslinger Oosterpark · Spelende kinderen · Spreeksteen · Tekststeen Julianaboom · De Titaantjes · Het westen ontvangt en ontmoet 't oosten